# Euceros taiwanus
Euceros taiwanus là một loài tò vò trong họ Ichneumonidae.